# La Morada (distrito)
O Distrito peruano de La Morada é um dos cinco distritos que formam a Província de Marañón, situada na Região de Huánuco.

## Transporte
O distrito de La Morada não é servido pelo sistema de estradas terrestres do Peru.